# Малая Федоровка (приток Балыктыюла)
Малая Федоровка — река в Томской области России, левый приток Балыктыюла. Устье реки находится в 8 км от устья Балыктыюла по левому берегу. Протяжённость реки 16 км Высота устья 132 м..

## Данные водного реестра
По данным государственного водного реестра России относится к Верхнеобскому бассейновому округу, водохозяйственный участок реки — Чулым от водомерного поста села Зырянское до устья, речной подбассейн реки — Чулым. Речной бассейн реки — (Верхняя) Обь до впадения Иртыша.
Код водного объекта — 13010400312115200021551.